# 1872 en France
Chronologie de la France
- 1868
- 1869
- 1870
- 1871
- 1872
- 1873
- 1874
- 1875
- 1876

Cette page concerne l'année 1872 du calendrier grégorien.

## Événements
- 10 janvier : ouverture de l'École libre des sciences politiques fondée par Émile Boutmy[1].
- 12 janvier : la compagnie de navigation des Chargeurs Réunis est fondée au Havre par le banquier parisien Jules Vignal[2].
- 21 janvier : premier numéro du Sifflet, hebdomadaire satirique[3].
- 27 janvier : création de la Banque de Paris et des Pays-Bas[4].

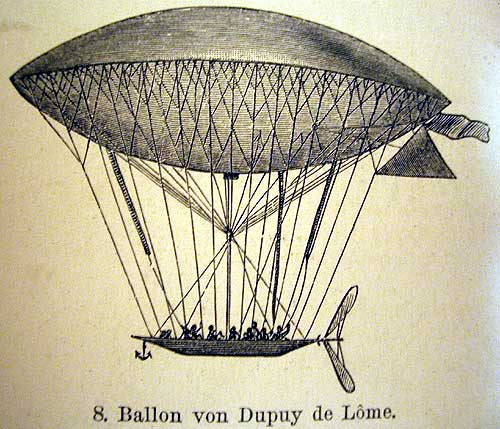
Aérostat dirigeable Dupuy de Lôme.

- 2 février : essai à Vincennes de aérostat à hélice de Dupuy de Lôme[5].
- 12 février : loi sur la reconstitution de l'état civil de Paris[6].
- 14 mars : promulgation de la loi Dufaure contre l’Association internationale des travailleurs, qui rend condamnable pénalement les organisations visant à la grève, à l’abolition de la propriété privée, de la famille ou de la religion[7].

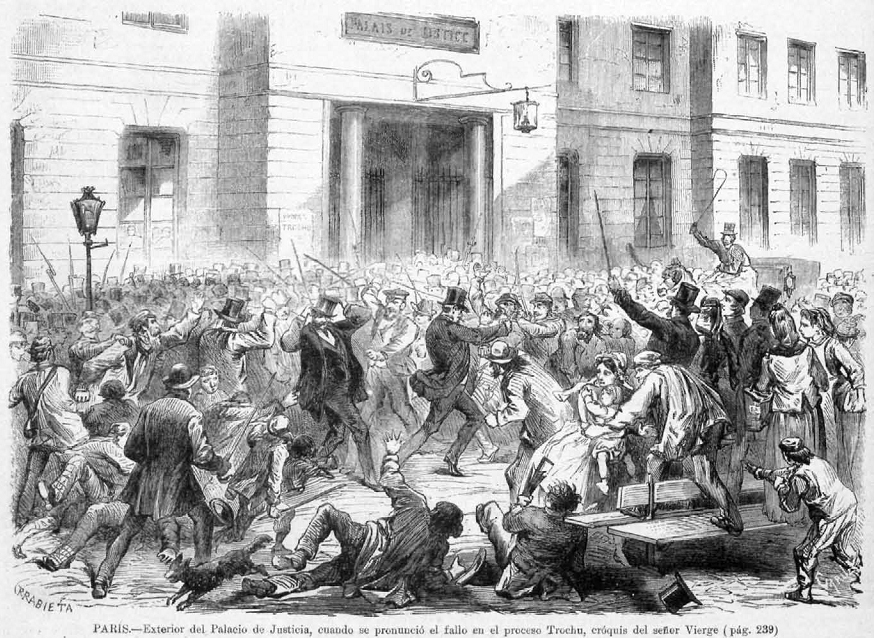
Le Palais de Justice de Paris, lorsque le verdict du procès Trochu a été prononcé.

- 27 mars-4 avril : procès du général Trochu contre MM. Vitu et de Villemessant du Figaro. Plainte en diffamation et outrages envers un dépositaire d'autorité publique[8].

- 7 avril : premier numéro de La Petite Gironde, journal républicain régional, par Gustave Gounouilhou[9].
- 18 avril : discours de Gambetta au Havre « Croyez qu'il n'y a pas de remède social, car il n'y a pas une question sociale. Il y a une série de problèmes à résoudre »[7].
- 24 avril : une commission parlementaire est chargée d’une enquête sur les conditions de travail, constituée le 8 mai sous la présidence du duc d'Audiffret-Pasquier[10].

- 24 mai : loi de réorganisation administrative. Réorganisation du Conseil d’État et création du tribunal des conflits[11].

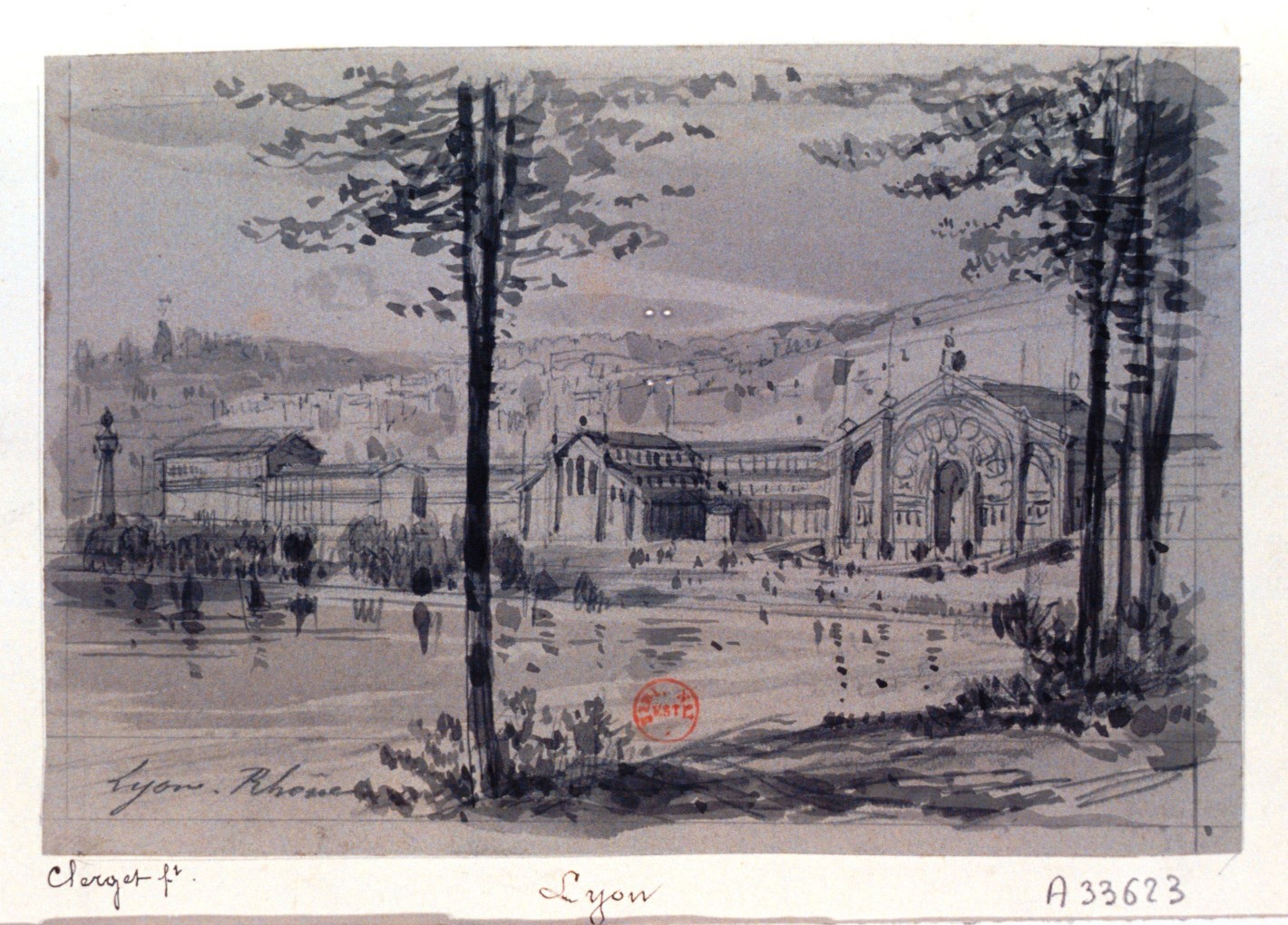
Bâtiment de l'Exposition universelle de 1872 à Lyon.

- 2 juin : ouverture de l'Exposition internationale de Lyon, inaugurée officiellement le 30 juin, fermée le 31 octobre[12].

8 juin lettre ouvert de Victor Hugo à Léon Richer pour le second banquet féministe.
- 27 juillet : la loi Cissey établit un service militaire universel dont la durée est fixée par tirage au sort (5 ans ou un an). Principe de l’armée de conscription. Suppression du remplacement[13].
- 30 juillet : Odilon Barrot devient vice-président du conseil d’État[14].

- 5-8 octobre : « Pèlerinage des bannières », premier pèlerinage d'ampleur nationale à Lourdes[15].

- 6-20 novembre : évacuation de Reims par les troupes prussiennes[16].
- 12 novembre : ouverture au public du Musée-bibliothèque de Grenoble (partie bibliothèque)[17].
- 13 novembre : rentrée parlementaire. Dans son discours devant l'Assemblée nationale, le Président de la République Adolphe Thiers annonce qu'il se rallie à la République conservatrice [18].
- 27 novembre : pluie de météores peut-être associée à la désintégration en de la comète Biela[19].

- 1er décembre : l'Institut industriel du Nord est établi dans les locaux de l'École des arts industriels et des mines de Lille[20].

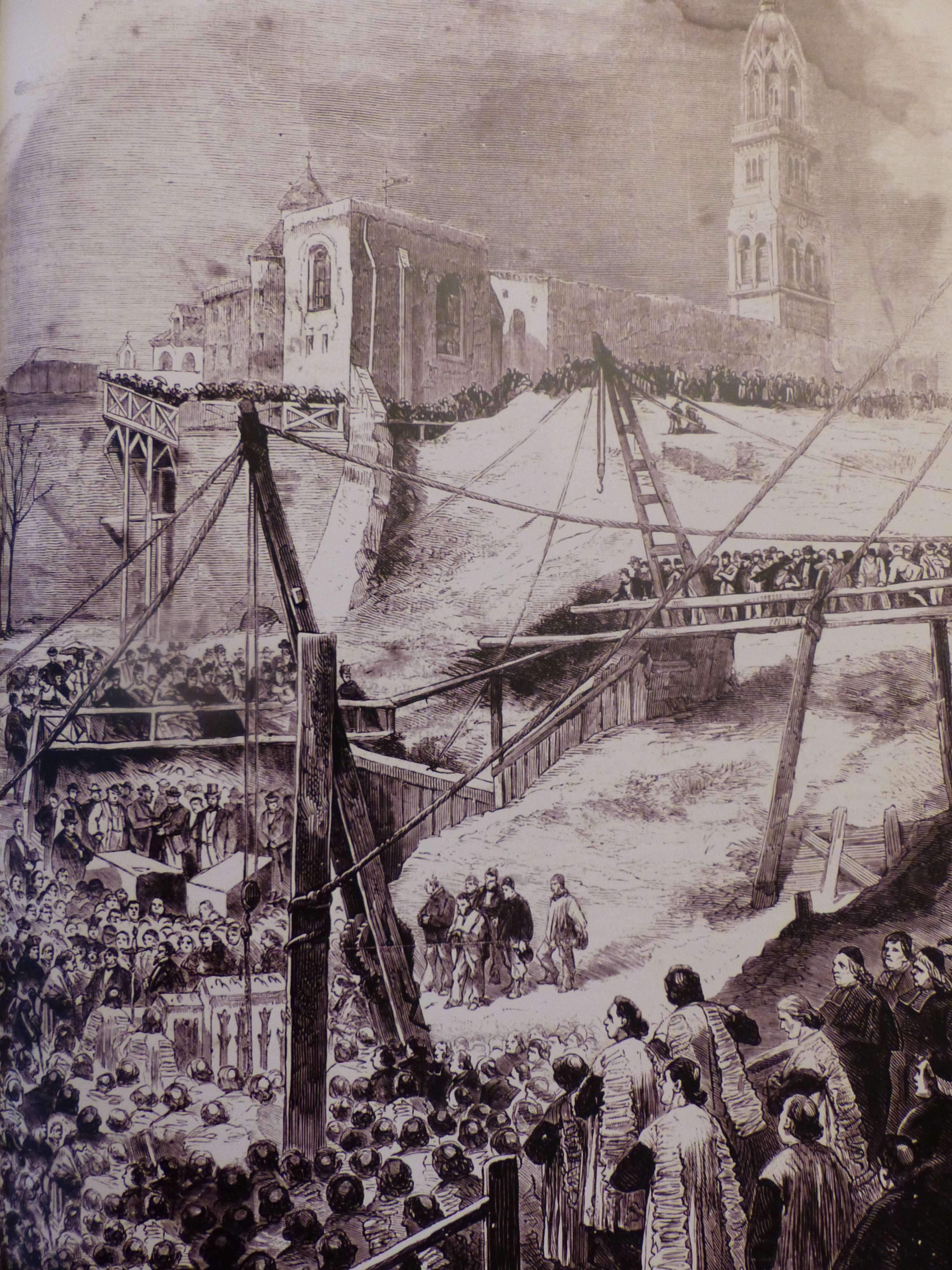
La pose de la première pierre de la basilique de Fourvière, le 7 décembre 1872 ; gravure publiée dans « La Semaine illustrée ».

- 7 décembre : pose de la première pierre de la basilique Notre-Dame de Fourvière à Lyon[21].
- 20 décembre : la carte postale est introduite en France par la loi de finance sur proposition du député Louis Wolowski[22].